# Сречкович, Никола
Никола Сречкович (серб. Никола Срећковић; 26 апреля 1996, Валево, Союзная Республика Югославия) — сербский футболист, полузащитник клуба «Вождовац».

## Карьера
Никола начал заниматься футболом в юношеской команде «Рада», с которой стал чемпионом Сербии в сезоне 2014/15. При этом полузащитник был признан лучшим игроком.
В 2015 году Сречкович перешёл в «Вождовац», за который дебютировал 29 августа во встрече с клубом «Радником» из Сурдулицы.
Всего в сезоне 2015/16 Никола провёл 16 матчей, в следующем— 18 игр. 6 мая 2017 года Сречкович забил первый мяч в Суперлиге Сербии, принеся своей команде победу над «Црвеной Звездой».